# Svartagölen
Svartagölen är en sjö i Halmstads kommun i Halland och ingår i Fylleåns huvudavrinningsområde. Sjöns area är 0,014 kvadratkilometer och den befinner sig 170 meter över havet. Vid provfiske har abborre fångats i sjön.